# Seznam slovenskih kozmologov
Seznam slovenskih kozmologov in astrofizikov.

## B
- Maruša Bradač (1978 –)

## C
- Mirjam Cvetič (1956 –)

## Č
- Andrej Čadež (1942 –)
- Iztok Čadež (1945 –)
- Vladimir Mišo Čadež (1940 –)
- Bibijana Čujec (1926 – 2022)

## D
- Jure Demšar ?
- Mirjam Dular (1967 –)

## F
- Jernej Fesel Kamenik (1980 –)

## G
- Mirjam Galičič (1967 –) >> Mirjam Dular
- Andreja Gomboc (1969 –)

## K
- Primož Kajdič (1978 –)

## M
- Marko Mikuž (1959 –)

## R
- Mitja Rosina ?

## S
- Uroš Seljak (1966 –)
- Anže Slosar (1977 –)
- Janez Strnad ?

## V
- Simon Vidrih

## Z
- Janez Zorec (1948 –)
- Tomaž Zwitter (1961 –)